# Alma (Georgia)
Alma város az USA Georgia államában. Lakosainak száma 3433 fő (2020. április 1.).

## Népesség
A település népességének változása:

| 2010 | 3 466 |
| 2020 | 3 433 |